# Ole Ivar Lovaas
Ole Ivar Løvaas (Lier, 8 de maio de 1927 – Lancaster, 2 de agosto de 2010) foi um psicólogo, pesquisador e professor norueguês, radicado nos Estados Unidos.
Lovaas é notório por ter sido um dos primeiros pesquisadores a modificar comportamentos de crianças autistas utilizando a Análise do comportamento aplicada (ABA). Ele foi um dos fundadores do Lovaas Institute e co-fundador da Autism Society of America. Apesar de ter recebido elogios por seu trabalho, sua figura também foi controversa pelo uso de punições em crianças autistas, algo não recomendado pelos princípios da ABA, embora Løvaas tenha defendido que teria abandonado esta atitude tempos depois. Lovaas também foi criticado por um de seus estudos, que previa a "conversão" de pessoas LGBTs.